# Böblingen
Böblingen je grad u njemačkoj saveznoj pokrajini Baden-Württemberg. Nalazi se 20 km južno od Stuttgarta, između Schwarzwalda i Švapske Jure.
U gradu i bližoj okolici nalaze se podružnice velikih tvrtki kao što su IBM, Hewlett-Packard te jedan od glavnih proizvodnih pogona Mercedes-Benza.
Godine 2009. Böblingen je imao 46.198 stanovnika.

## Vanjske poveznice
- Službena stranica (njem.)

### Ostali projekti
|  | Zajednički poslužitelj ima još gradiva o temi Böblingen |